# Mandevilla brachyloba
Mandevilla brachyloba là một loài thực vật có hoa trong họ La bố ma. Loài này được (Müll.Arg.) K.Schum. mô tả khoa học đầu tiên năm 1895.